# Jolanta Polikevičiūtė
Jolanta Polikevičiūtė (ur. 25 września 1970 w Poniewieżu) – litewska kolarka szosowa, srebrna medalistka mistrzostw świata.

## Kariera
Największy sukces w karierze Jolanta Polikevičiūtė osiągnęła w 1994 roku, kiedy wspólnie z Dianą Žiliūtė, Liudą Triabaitė i swą siostrą bliźniaczką Rasą Polikevičiūtė zdobyła srebrny medal w drużynowej jeździe na czas podczas mistrzostw świata w Agrigento. Dwa lata później wystartowała na igrzyskach olimpijskich w Atlancie, gdzie była piąta w wyścigu ze startu wspólnego i siódma w indywidualnej jeździe na czas. Na rozgrywanych osiem lat później igrzyskach olimpijskich w Atenach wystąpiła tylko w wyścigu ze startu wspólnego, kończąc rywalizację na 31. miejscu. Wystąpiła także na igrzyskach w Pekinie, zajmując jedenastą pozycję w tej samej konkurencji. Polikevičiūtė była też między innymi czwarta w tej konkurencji podczas mistrzostw świata w San Sebastián w 1997 roku, gdzie w walce o podium lepsza okazała się Francuzka Catherine Marsal.
Jej mężem był Wiktor Manakow, również kolarz.